# 那覇市内観光周遊バス

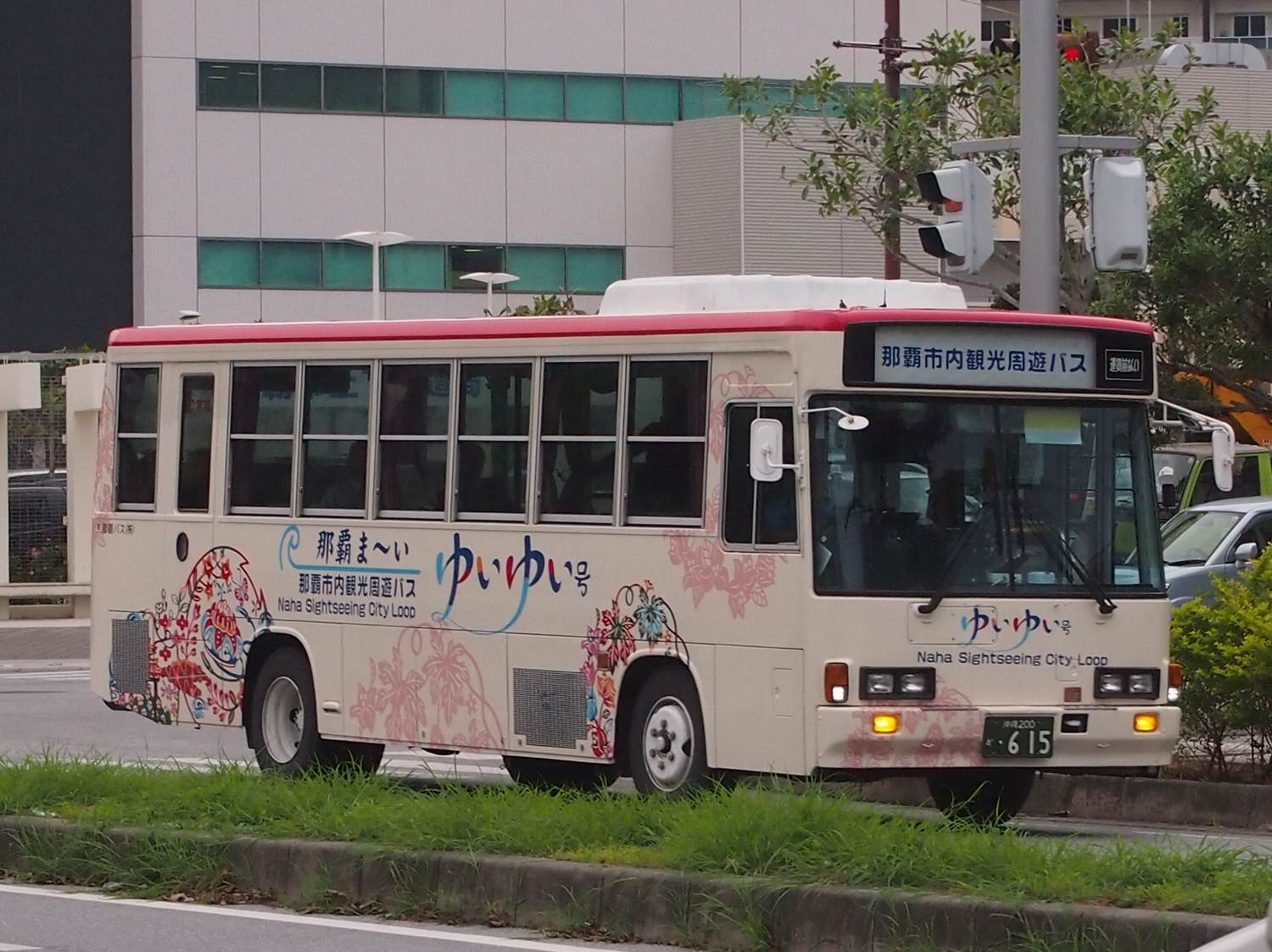
那覇市内観光周遊バス

那覇市内観光周遊バス（なはしないかんこうしゅうゆうバス）は、沖縄県那覇市内で運行していた観光地周遊バスである。愛称は那覇ま〜い ゆいゆい号。

## 概要
那覇市内の観光地、名所、商業施設、主要ホテル等を循環する観光地周遊バスで、2013年6月1日から一括交付金約1億6000万円を活用し、実証実験として運行を開始した。定期路線バスとして観光地を巡り、途中停留所で自由に乗降できる形態の周遊路線バスは沖縄県内で初である。
実証実験としての運行開始当初は企画・運営は那覇市から業務委託された那覇市観光協会が行い、バスの運行は那覇バスが行う形であった。
運行ルートの検討にあたっては、那覇空港発着案、金城ダム通り経由案などがあった。2014年8月より、那覇空港発着のルートに変更された。
運賃や乗車券については当路線独自のものはなく、那覇バスの他の那覇市内線一般路線バスと同様の扱いで、現金・市内線用均一回数券・OKICA（導入以降）のほかに、那覇バスが発行する1日乗り放題パスポート（大人660円、小児330円）、那覇バスと沖縄都市モノレールが発行するバスモノパス（大人1,000円、小児500円）が利用可能であった。また、観光地周遊バスであるが那覇バスが発行する市内線定期券も利用可能であった。
運行開始当初、午前中に那覇バスターミナルを出発する10便には、那覇まちま〜いガイドが同乗し、観光施設等の案内が行われていたが、2014年10月で終了した。
2015年3月まで実証実験として運行を行い、以後は那覇バスによる独自運行に移行したが、停車地を減らし運行本数も大幅に減便したのち、同年8月31日限りで運行休止となった。

## 歴史
- 2013年6月1日 - 実証実験運行開始[5]。
- 2013年10月13日 - 那覇バスターミナルで無料で次便に乗り換えられる、乗換チケットの配布開始[10]。
- 2014年8月1日 - 那覇空港まで路線を延長し経路を変更[11]。18本に減便。
- 2014年10月25日 - バス停名改称。三越前→てんぶす前、久米郵便局前（福州園前）→ 久米孔子廟前（福州園前）[12]。
- 2015年4月6日 - 11本に減便[13]。
- 2015年5月19日 - ルート変更[14]。6本に減便、乗継券を廃止。
- 2015年8月31日 - この日限りで運行休止[15]。

## 運行形態

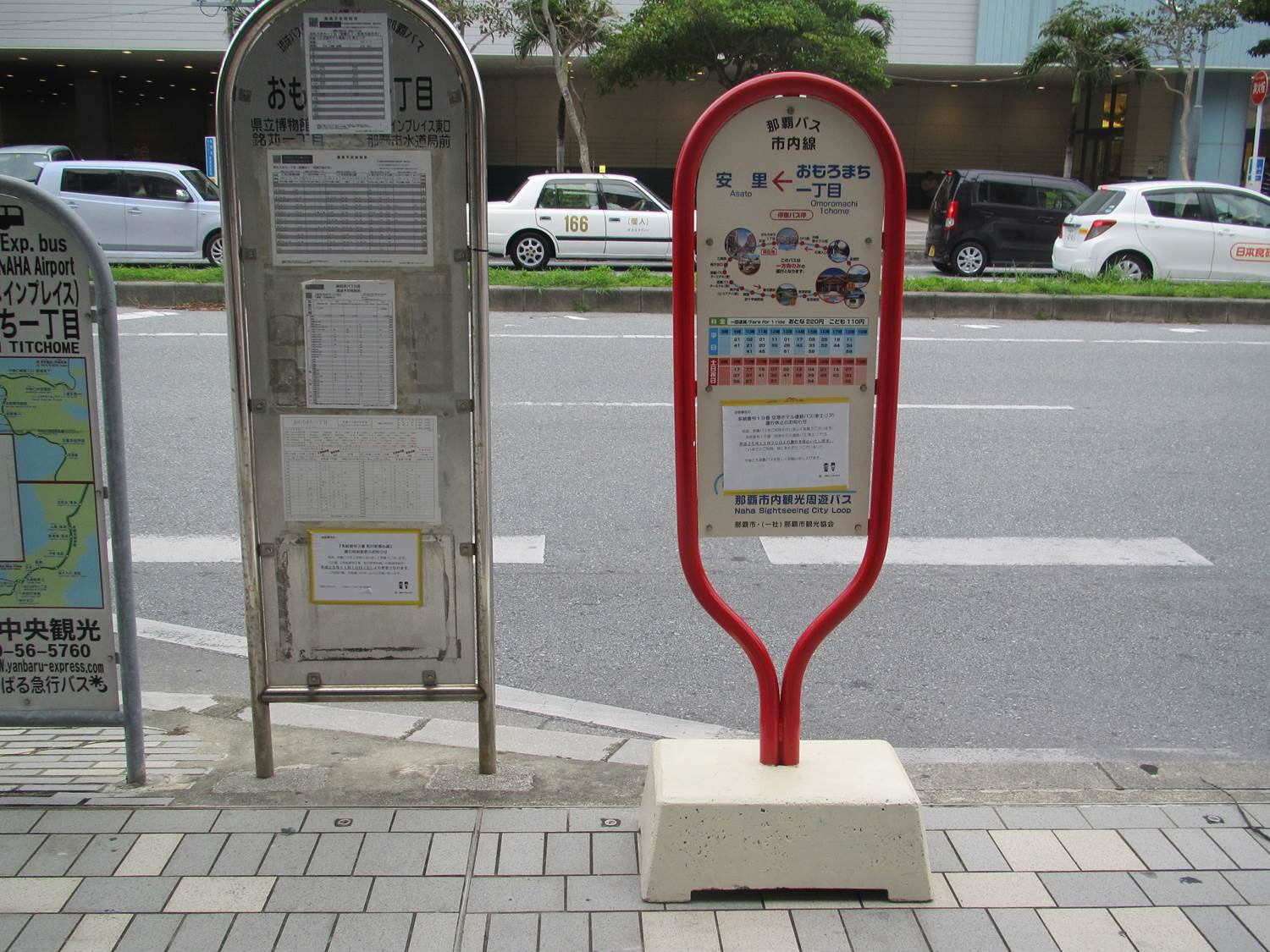
専用の赤いバス停（中央）と一般路線用の通常のバス停（左）

運行は片廻りのみで、観光地、名所、商業施設等の最寄りである以下のバス停にのみ停車した。通常の路線バスのバス停とは別に専用の赤いバス停を設置したが、2015年5月19日以降は一般路線バスの停留所にも停車するようになっていた。停車停留所が少ないため、那覇市民に対して「急行バス」としての利用も呼びかけられた。
2015年5月18日までは、沖縄都市モノレールの駅から遠く離れた識名園を経由しており、識名園から最寄りの首里駅までの間を最短経路で結ぶ直通バスとなっていた。
2013年6月1日から2014年7月31日まで
運行開始当初は那覇バスターミナルを起終点とする完全環状型、一方方向の循環運行で、観光施設の開閉園時間を考慮し、運行時間（各便の始発地の発車時刻。以下同じ）は8時30分から18時までとし、全区間の所要時間は約75分で、運行間隔は始発から10時30分（始発地発車時刻）までは20分間隔、それ以降は25分間隔で合計25本運行された。
終点の那覇バスターミナル到着時にそのまま乗り続けることはできなかった。運行開始当初は、那覇バスターミナルで下車したあと、同所でもう一度乗車する際には改めて料金を支払う必要があったが、2013年10月からは那覇バスターミナルにて無料で次便に乗り換えられる乗継券が配布されるようになった。
那覇バスターミナル → 県庁前（ロコアナハ前） → 開南 → 赤十字病院前 → 識名園前 → 首里駅前 → 首里城前 → 金城町 → 石畳入口 → 沖縄都ホテル前 → DFS前 → おもろまち一丁目 → 安里 → 【三越前】《美栄橋》 → 県庁北口 → 那覇バスターミナル
※【 】内は国際通りのトランジットモール実施時間（日曜日の12時から18時まで）は停車しないバス停、《 》内はトランジットモール実施時間のみ停車するバス停。以下同じ。
2014年8月1日から2015年5月18日まで
2014年8月1日より那覇空港まで延長し、那覇空港近辺のみ往復運行のラケット型循環運行となり、運行時間は9時から17時30分、全区間の所要時間は約2時間、運行本数は30分間隔で計18本の運行となった。
2015年4月6日より減便し、運行時間は9時から17時20分、運行本数は50分間隔で計11本となった。
(1)国内線旅客ターミナル → (2)国際線旅客ターミナル → (3)波の上ビーチ前 → (4)西武門 → (5)パシフィックホテル前 → (6)ロワジールホテル → (7)ネストホテル那覇前 → (8)那覇バスターミナル → (9)県庁前（ロコアナハ前） → (10)開南 → (11)赤十字病院前 → (12)識名園前 → (13)首里駅前 → (14)首里城前 → (15)金城町 → (16)石畳入口 → (17)沖縄都ホテル前 → (18)DFS前 → (19)おもろまち一丁目 → (20)安里 → 【(21)てんぶす前 → (22)パレットくもじ前】《(21)美栄橋(駅前) → (22)琉銀本店前》 → (23)久米孔子廟前（福州園前） → (24)波の上ビーチ前 → (25)国内線旅客ターミナル → (26)国際線旅客ターミナル
2015年5月19日から8月31日まで
2015年5月19日より路線を変更し、首里城周辺のみ循環で他は往復運行の形となり、識名園や首里駅などが経由地から外された。運行本数も1日6本に減便され、10時から15時10分まで約1時間間隔の運行となった。全区間の所要時間は約85分。
国内線旅客ターミナル → 国際線旅客ターミナル → 波の上ビーチ前 → 【沖銀本店前 → てんぶす前】 → 安里 → おもろまち1丁目 → DFS前 → 沖縄都ホテル前 → 首里城前 → 金城町 → 石畳入口 → 沖縄都ホテル前 → DFS前 → おもろまち1丁目 → 安里 → 【てんぶす前 → パレットくもじ前】 → 久米孔子廟前 → 波の上ビーチ前 → 国内線旅客ターミナル → 国際線旅客ターミナル

## 車両
紅型をモチーフにしたデザインのラッピングが施された中型車を5台使用していた。ただし市内線カラーの中型車が代走する場合もあった。

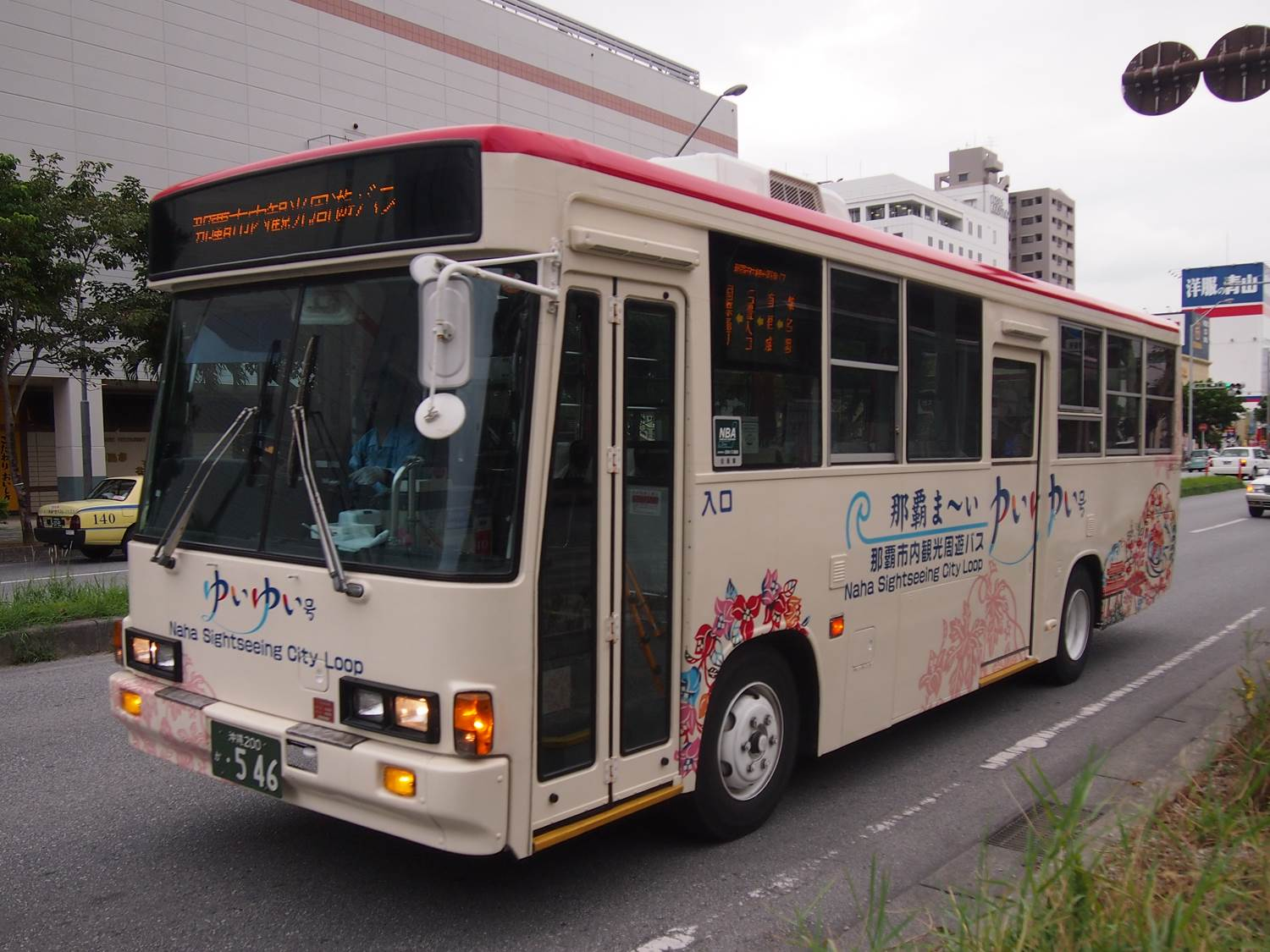
専用車両
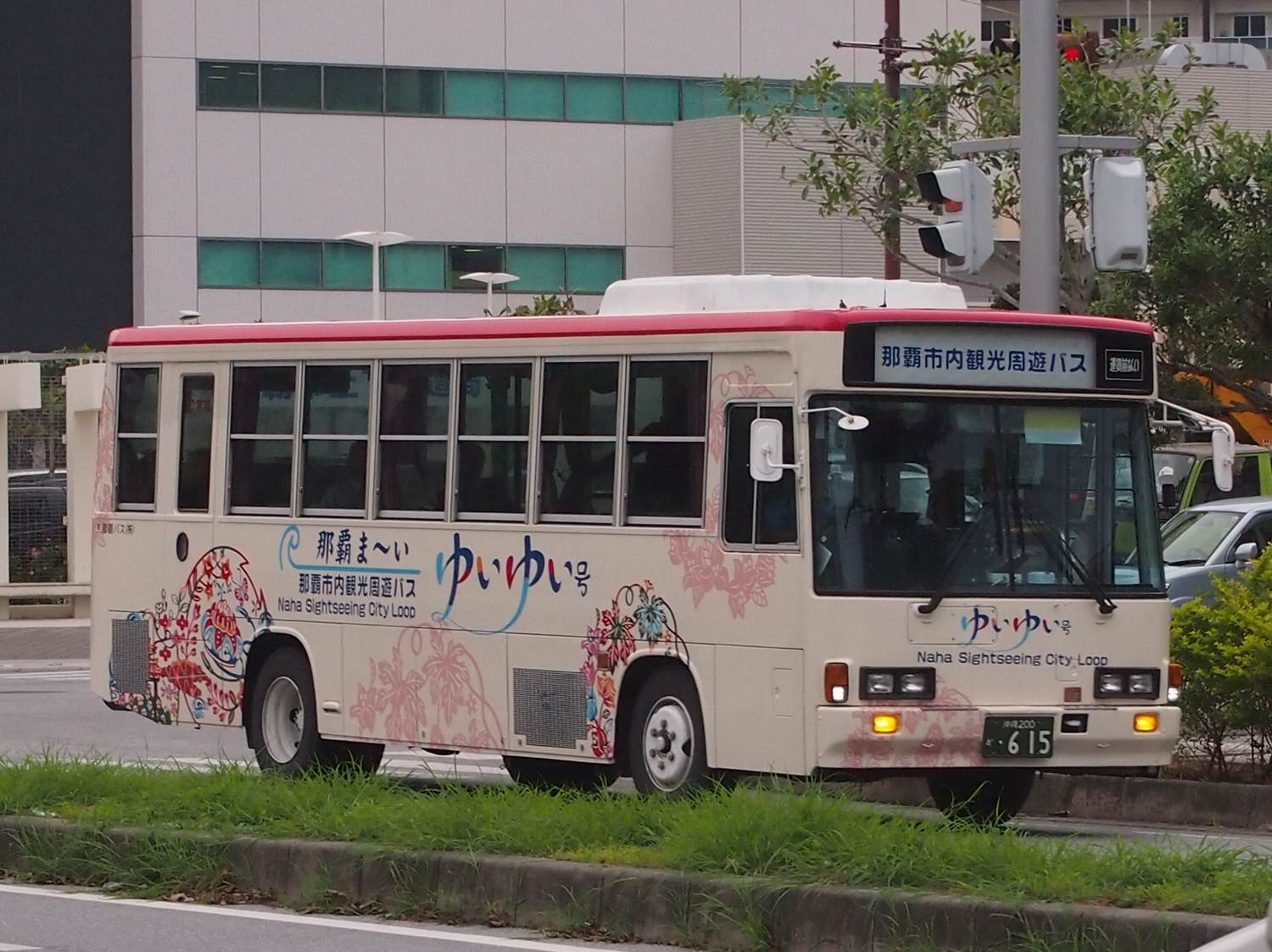
専用車両
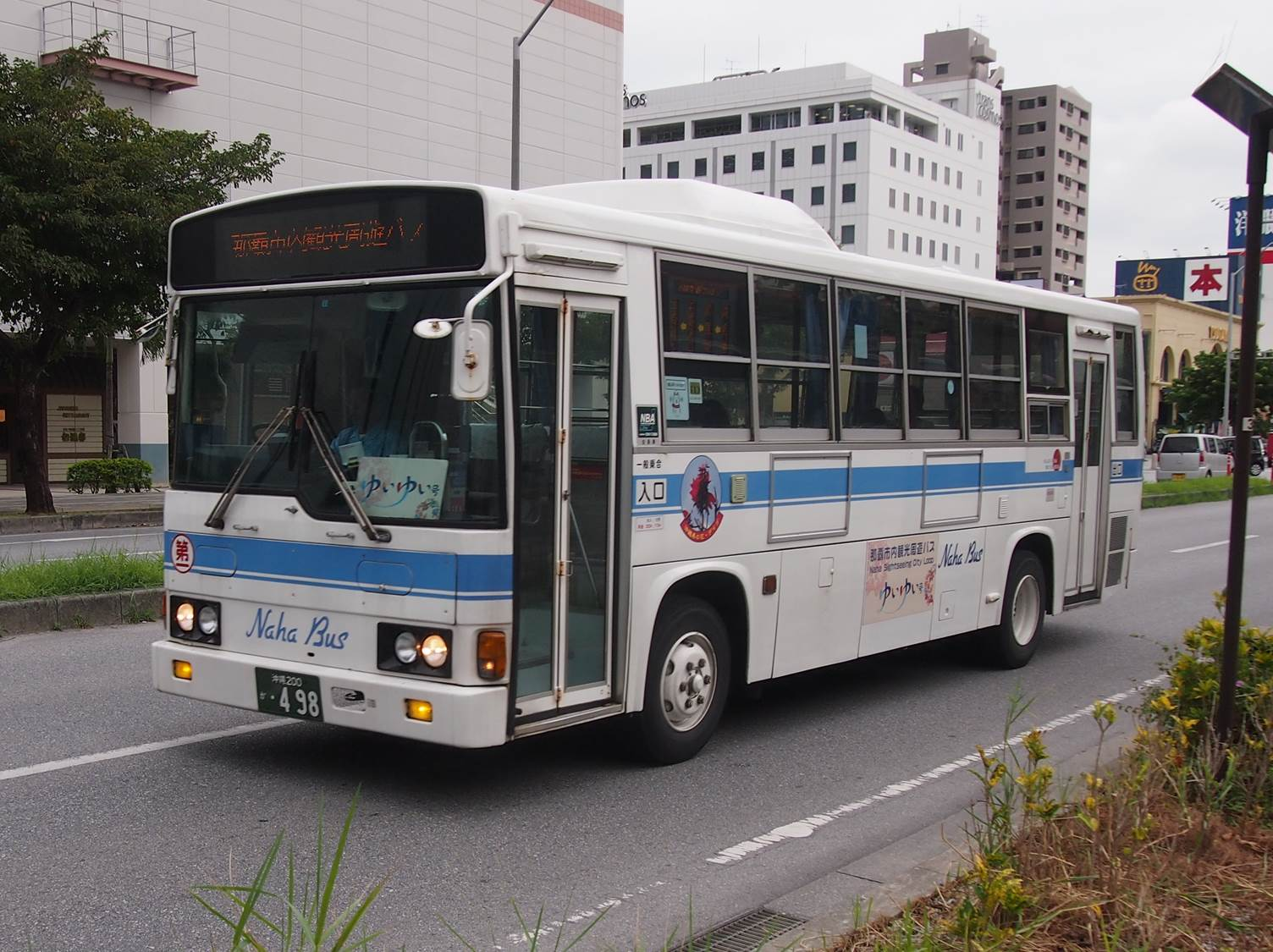
予備車両